# Eriopyga fornax
Eriopyga fornax là một loài bướm đêm trong họ Noctuidae.